# Пеппер Адамс
Пе́ппер А́дамс (англ. Pepper Adams), справжнє ім'я Парк Фре́дерік А́дамс ІІІ (англ. Park Frederick Adams III; 8 жовтня 1930, Гайленд-Парк, Мічиган — 10 вересня 1986, Бруклін, Нью-Йорк) — американський джазовий саксофоніст (баритон). Працював з Бенні Гудманом, Чарльзом Мінгусом, Тедом Джонсом, Мелом Льюїсом і Дональдом Бердом.

## Біографія
Народився 8 жовтня 1930 року в Гайленд-Парку, штат Мічиган. Коли йому було 5-ть років родина переїхала в Рочестер, штат Нью-Йорк, де зацікавився джазом, прослуховуючи по радіо таких виконавців, як Фетс Воллер, Джиммі Лансфорд, Дюк Еллінгтон і Кеб Келловей. У віці 12 років почав грати на тенор-саксофоні і кларнеті; познайомився з Гаррі Карні. 
Через три роки (1946) в Детройті переключився на баритон-саксофон і в 1947 року став учасником гурту Лакі Томпсона. Поєднував музичну діяльністю із роботою на автомобільному заводі. З 1951 по 1953 роки проходив службу в армії в Кореї. Виступав у клубі Bluebird Inn в Детройті з Джеймсом Річардсоном, пізніше з гуртом Кенні Беррелла. У січні 1956 року переїхав до Нью-Йорка, де грав з окрестрами Мейнарда Фергюсона і Стена Кентона перед тим, як приєднався до Чета Бейкера і провів деякий час на Західному узбережжі. 
У 1958 році повернувся в Нью-Йорк, де грав з Бенні Гудманом (1958—59), Телоніусом Монком (1959), гастролював з Лайонелом Гемптоном (1962—63). У 1958—1962 роках очолював квінтет разом з Дональдом Бердом. З 1965 року був постійним учасником оркестру Теда Джонса-Мела Льюїса (з яким працював до 1976 року), грав і записувався з гуртом Девіда Амрама.
Наприкінці 1970-х і 1980-х років їздив на гастролі до Англії і по США, грав з місцевими ритм-секціями. В середині 1980-х брав участь концерту-присвяті Каунта Бейсі на Grand Parade du Jazz в Ніцці (Франція).
Помер 10 вересня 1986 року у Брукліні від раку легень у віці 55 років.

## Дискографія
- Pepper Adams Quintet (Mode, 1957)
- Critic's Choice (Pacific Jazz, 1957)
- The Cool Sound of Pepper Adams (Savoy, 1957)
- Pepper-Knepper Quintet (MetroJazz, 1958)
- 10 to 4 at the 5 Spot (Riverside, 1958)
- Motor City Scene (Bethlehem, 1960) з Дональдом Бердом
- Out of This World (Warwick, 1961) з Дональдом Бердом
- Pepper Adams Plays Charlie Mingus (Workshop, 1963)
- Mean What You Say (Milestone, 1966) з Тедом Джонсом
- Encounter! (Prestige, 1968)
- Ephemera (Spotlite, 1973)
- Julian (Enja, 1975)
- Twelfth and Pingree (Enja, 1975)
- Live in Europe (Marge (F), 1977) з тріо Жоржа Арваніта
- Reflectory (Muse, 1978)
- The Master (Muse, 1980)
- Urban Dreams (Palo Alto, 1981) з Джиммі Роулзом
- Conjuration: Fat Tuesday's Session (Reservoir, 1983) з Кенні Вілером